# Romuald Janicki
Romuald Janicki pseud. Jan (ur. 6 lutego 1894 w Hajsynie, zm. 21 września 1974 w Warszawie) – działacz robotniczy.

## Życiorys

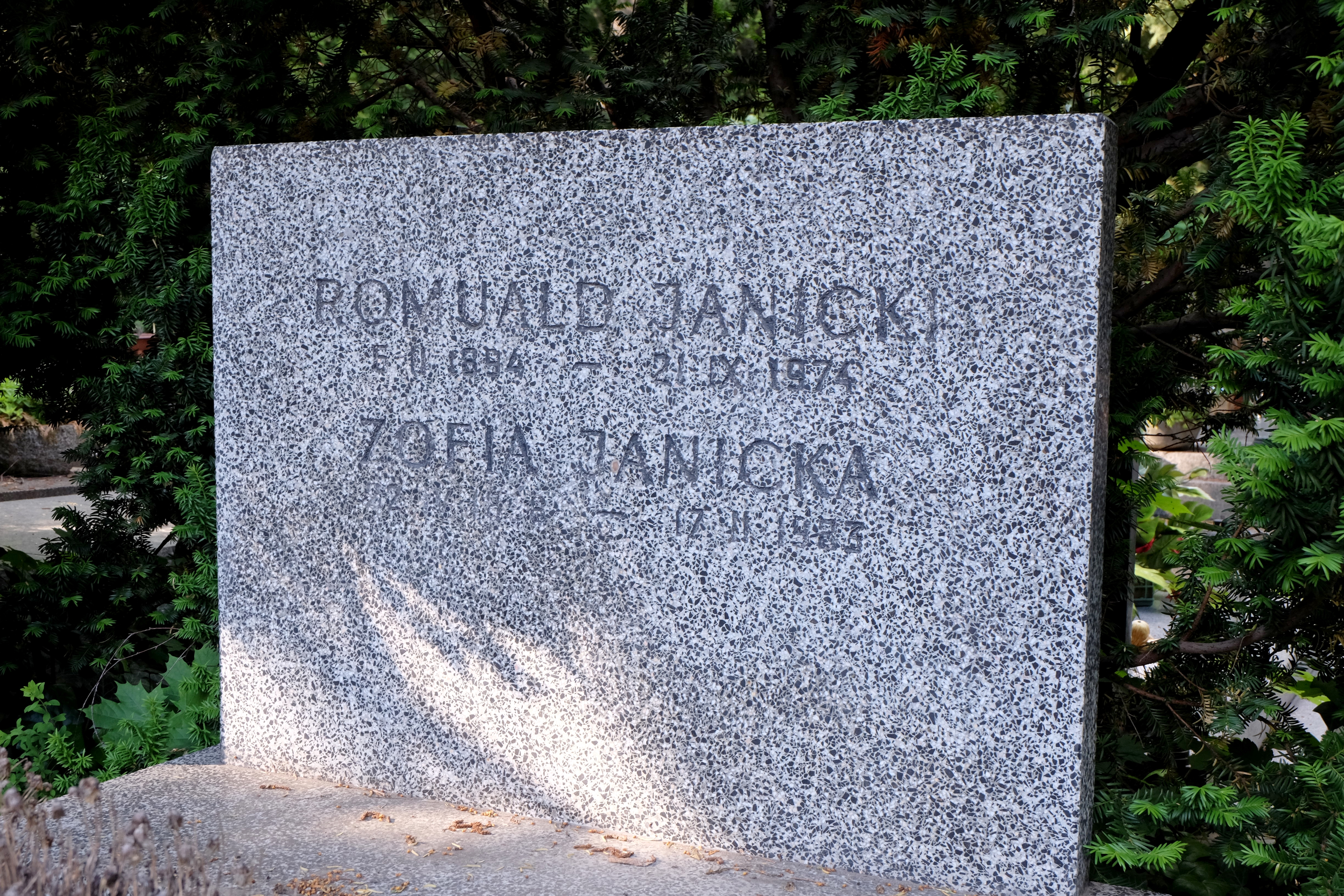
Grób Romualda Janickiego na Cmentarzu Wojskowym na Powązkach w Warszawie

W 1908 skończył szkołę miejską w Winnicy i został robotnikiem budowlanym, a od 1910 praktykował w drukarni. W 1914 zmobilizowany do rosyjskiej armii, w 1917 zwolniony z powodu choroby, wrócił do pracy w drukarni. W lipcu 1920 przeniósł się do Warszawy, gdzie do 1928 pracował w prywatnych drukarniach. 1922–1926 delegat związkowy w drukarni Bogusławskiego, od 1930 skarbnik zarządu oddziału warszawskiego Związku Zawodowego Drukarzy i Pokrewnych Zawodów w Polsce, od 1936 członek Wydziału Wykonawczego tego związku. Od 1923 działał w PPS. W 1926 i 1928 uczestniczył w strajkach drukarzy, od 1929 do 1939 pracował w drukarni PKO w Warszawie. Od stycznia 1941 kolporter "Barykady Wolności", od 1942 działacz Polskich Socjalistów i RPPS. Współorganizator tajnej drukarni RPPS, w której drukował m.in. "Robotnika" i "Lewą Nogą". Delegat na III Zjazd RPPS we wrześniu 1943. Gdy w styczniu 1944 Niemcy wykryli drukarnię i aresztowali jego syna Bohdana (później rozstrzelanego), zaczął się ukrywać. 1942–1944 działał również w Zarządzie Spółdzielni Spożywców "Gospoda Spółdzielcza" na Żoliborzu, po upadku powstania warszawskiego wywieziony do obozu pracy w Meklemburgii. W maju 1945 wrócił do Warszawy, po czym został przewodniczącym Komitetu Dzielnicowego (KD) PPS na Żoliborzu (do grudnia 1948). Na XXVI Kongresie PPS wybrany do Rady Naczelnej (RN) PPS (do grudnia 1947). Od 28 IX 1945 starosta grodzki Warszawa-Północ. Od czerwca 1950 do stycznia 1952 przewodniczący prezydium Dzielnicowej Rady Narodowej na Żoliborzu, potem kierownik biura Wojewódzkiej Komisji Lokalowej przy Radzie Narodowej m.st. Warszawy, 1952–1958 pracował w Centralnym Zarządzie Przemysłu Graficznego; był tam I sekretarzem POP PZPR i przewodniczącym Rady Zakładowej. 1958–1961 dyrektor Koszalińskich Zakładów Graficznych, później inspektor techniczny Zjednoczenia Przemysłu Graficznego. Był odznaczony Orderem Krzyża Grunwaldu III klasy i Krzyżem Oficerskim Orderu Odrodzenia Polski. Pochowany na Cmentarzu Wojskowym na Powązkach (kwatera C33-6-8).
Jego syn Ryszard był powstańcem warszawskim i również działaczem PPS i PZPR.